# Ponte Colgante
A Ponte Colgante é uma ponte pênsil localizada em Santa Fé, e um dos maiores pontos turísticos da Argentina.